# Dicranomyia (Dicranomyia) ariadne
Dicranomyia (Dicranomyia) ariadne is een tweevleugelige uit de familie steltmuggen (Limoniidae). De soort komt voor in het Neotropisch gebied.